# Ludwig Ullmann
Ludwig Ullmann (* 15. April 1872 in Göllheim; † 22. Juli 1943 in Niederndorf) war ein deutscher Architekt und bayerischer Baubeamter.

## Leben

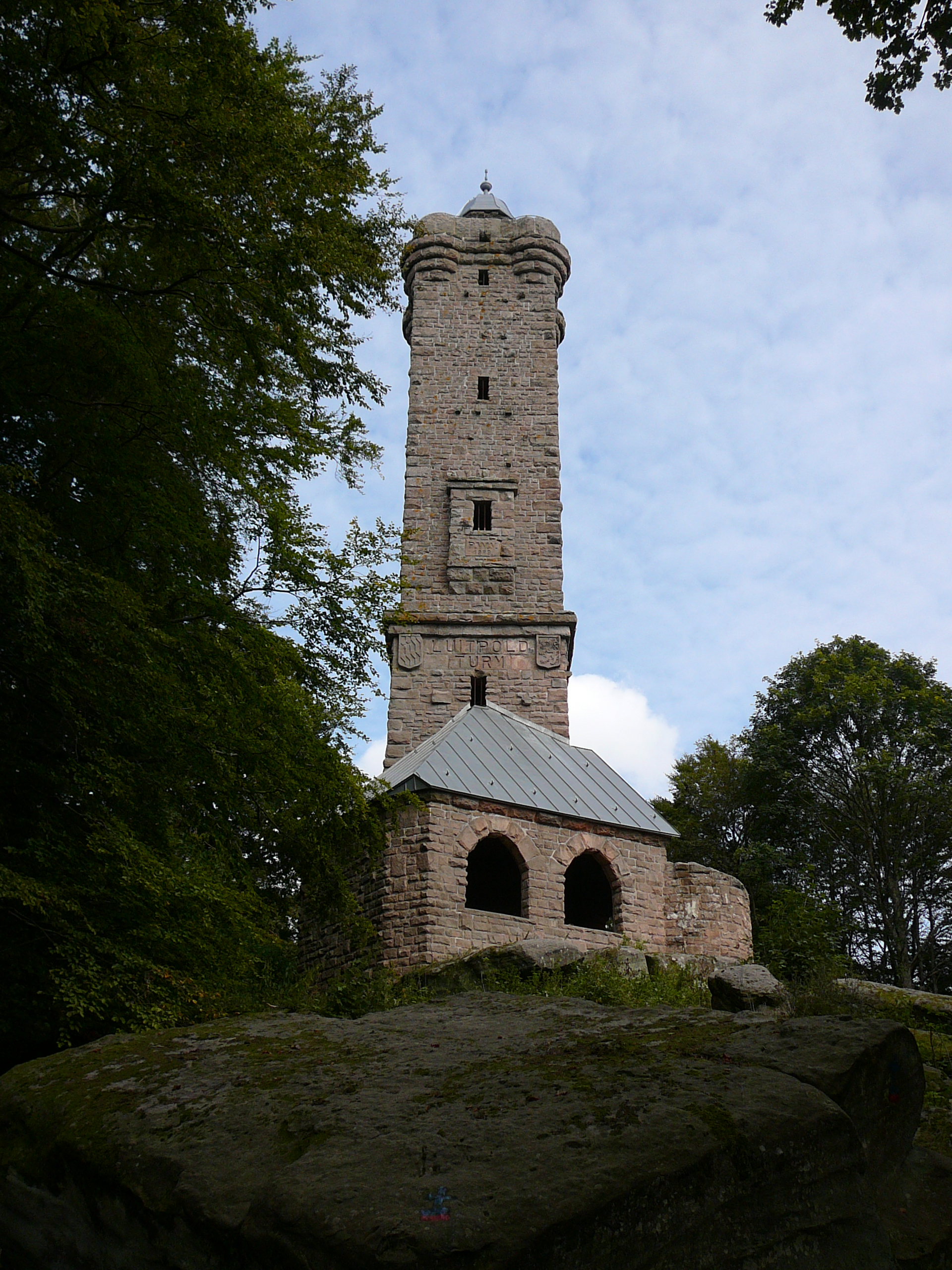
Luitpoldturm mit Anbau, Blick von Süden

Ludwig Ullmann wirkte in München, Kaiserslautern, Nürnberg und Speyer. Sein Zwillingsbruder Heinrich Ullmann (* 15. April 1872; † 12. Juni 1953) war ebenfalls Architekt. Ludwig Ullmann war der Schwiegersohn des pfälzischen Oberforstrates Karl Albrecht von Ritter. Wichtige Bauwerke von Ullmann sind der 1908–1909 erbaute Luitpoldturm im Pfälzerwald, das 1909–1910 erbaute Melanchthon-Gymnasium Nürnberg, das 1915 erbaute Scholastika-Haus in München und das 1912–1914 erbaute Königliche Botanische Institut in München.

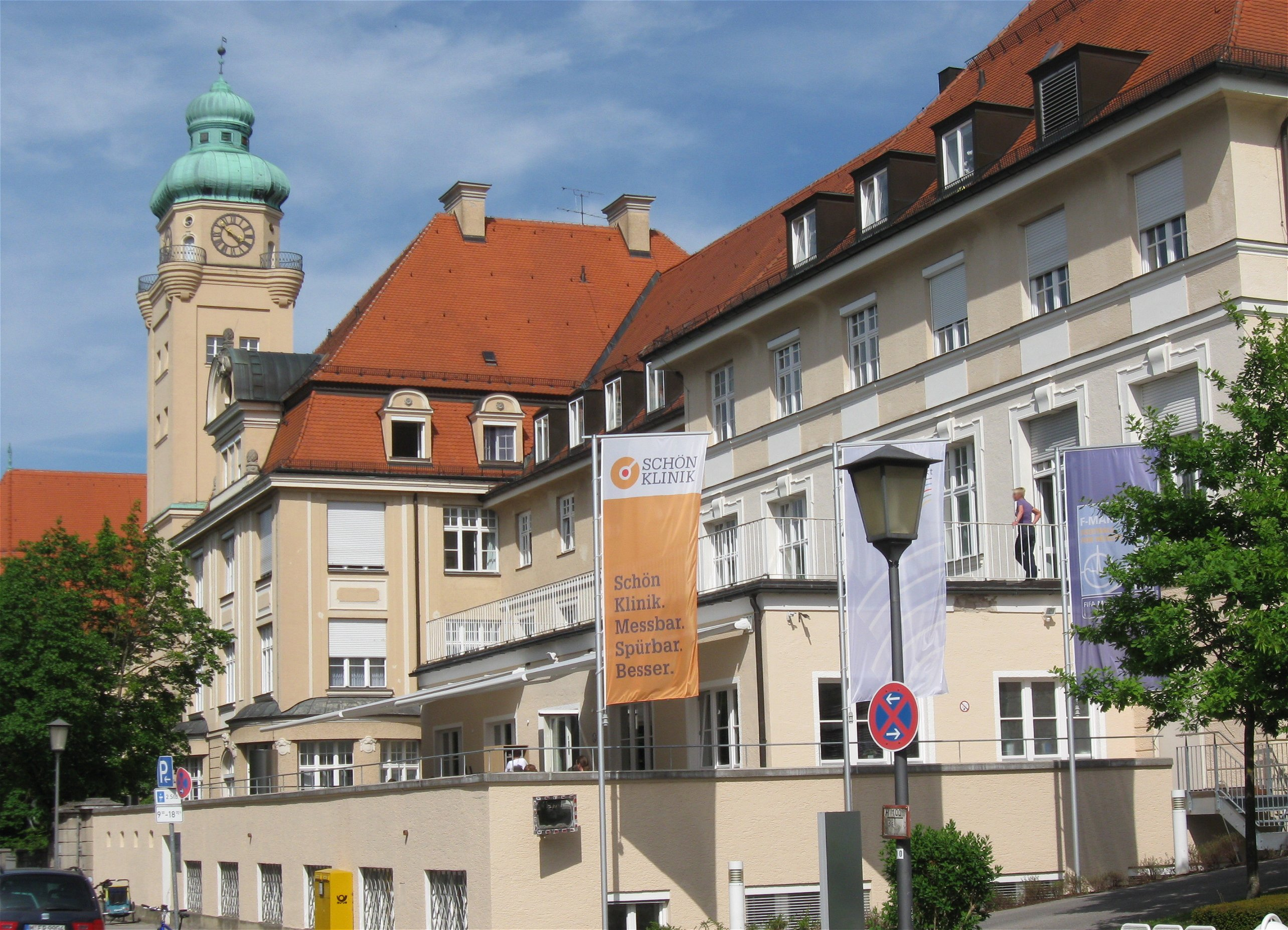
Orthopädische Klinik in München Harlaching

Ullmann wurde 1902 als Bauamts-Assessor an das Königliche Landbauamt Nürnberg versetzt. Sofort wurden ihm als leitendem Architekt bedeutende Projekte des Bayerischen Staates übertragen, und bereits 1909 wurde er nach München versetzt. Vielleicht sein erstes großes Bauwerk in München ist die neobarocke Orthopädische Klinik in München Harlaching. Am 1. Juni 1911 erfolgte der erste Spatenstich, am 1. Dezember 1913 wurde die Baulichkeit bezogen. Als königlicher Bauamtmann der Obersten Baubehörde war Ullmann auch verantwortlich für das neue Botanische Institut und den Botanischen Garten München-Nymphenburg, die 1910–1913 erbaut wurden. Mit einer Gesamtfläche von rund 4.500 m², für die Ullmann eine transparente und filigrane Eisen-Holz-Glas-Architektur verwirklichte, zählen diese Gewächshäuser zu den letzten großen Pflanzen-Schauhäusern, wie sie seit Beginn des 19. Jahrhunderts in ganz Europa entstanden. Zusammen mit dem Garteningenieur Peter Holfelder (1878–1936; vorher Lehrer an der Gartenbauschule in Weihenstephan) war Ullmann auch für das Konzept der Gartenanlage verantwortlich. Diese fügt sich in den baulichen Zusammenhang von Schloss und Park Nymphenburg ein und zwar im Anschluss an die Orangerie. Der Garten wurde sowohl nach wissenschaftlichen als auch nach künstlerischen Gesichtspunkten angelegt und steht auf der Liste der Baudenkmäler in Nymphenburg.
Für die Einrichtung der Gewächshäuser sorgte der Hofgärtner Leonhard Dillis (* 31. Dezember 1871). Die Durchführung der Bepflanzung lag in den Händen des Gartenkustos Walter Kupper (1874–1953). Wie auf dem Plan von 1914 zu sehen, besteht der Garten aus einem zentralen streng formal angelegten Teil, einem Alpinum mit vorgelagertem Teich und einem großen Arboretum. Die Anlage ist neuklassizistisch und orientiert sich an der Architektur des Frühklassizismus des späten 18. Jahrhunderts. Dieser Phase ist auch das von Ullmann zusammen mit Ludwig von Stempel errichtete Hauptgebäude des Botanischen Instituts zuzuordnen, wobei auch neubarocke Züge unverkennbar sind, so etwa acht große Vasen auf dem Mittelteil des Dachs vorne und unten, die aus Kunststein gefertigt worden waren und bei einer Dachrenovierung 1956 entfernt wurden. Charakteristisch für Ullmanns und Holfelders Stil für den Münchner Garten sind auch die harten geometrischen Formen der Flächen und ihrer Bordüren, die Verwendung von geradlinigen Pergolen, und das Absenken des Parterres des sogenannten Schmuckhofs, in dem vom Frühjahr bis Herbst Zwiebelpflanzen, Annuelle und Stauden gezeigt werden. Ein kleiner Gartenpavillon im Zentrum des Gartens, zunächst als Erfrischungsraum während der Sommermonate angelegt, diente seit etwa 1915 als Besucher-Café, ab 1936 als vollwertige Restauration.
Der Bauschmuck auf der Gartenseite des Instituts ist ebenfalls aus Kunststein gefertigt, was bei Unterschieden in der Qualität der Zementmasse zu unterschiedlicher Verwitterungsresistenz führt. Die Portalfiguren an den beiden Rundtürmen der Südseite sind daher dem sauren Regen gegenüber weniger standhaft.